# Лебенберг (замок, Тироль)
Лебенберг (нем. Lebenberg) — средневековый каменный замок, расположенный на высоком холме в короде Кицбюэль, в округе Кицбюэль, в земле Тироль. В настоящее время здесь расположен роскошный отель. По своему типу относится к замкам на вершине.

## Расположение
Замок находится в городской черте города Кицбюэель. Он построен на отроге высокого (80 метров) холма Лебенберг примерно в километре от центра населённого пункта.

## История

### Ранний период

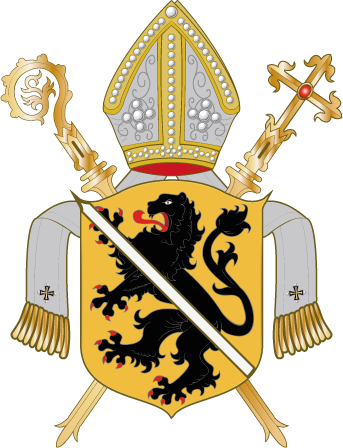
Герб епархии Бамберга

Точное время основания замка остаётся предметом споров. Однако точно известно, что в XIII веке каменная крепость в этом месте уже существовала. В это время территория вокруг Кицбюэля принадлежала епархии Бамберга. Роль кастелянов замка исполняли рыцари из рода фон Оксенберг. Их герб с указанием 1433 года высечен над главным входом в замок. От прежних стен этого небольшого замка почти ничего не сохранилось. 
Изначально гора, на которой появились укрепления, именовалась Пфаффенберг. Однако к XV веку её стали называть Лебенберг. В последующем построенные здесь фортификационные сооружения получили это же имя.
В 1446 году замок Лебенберг приобрели представители семьи фон Райхертсхайм, происходившей из Ваграйна. Новые собственники возвели каменную башню, которая одновременно являлась и оборонительным, и жилым сооружением. Сооружение находилось на полпути к вершине холма. С 1500 года замок в документах упоминается под называнием Лебенберг.

### Эпоха Ренессанса

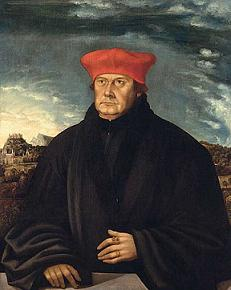
Портрет Маттеуса Ланга фон Велленбурга

В эпоху Возрождения комплекс неоднократно менял владельцев. Однако это происходило не в ходе вооружённого захвата, а либо в ходе продажи, либо в связи с угасанием дворянского рода, которому принадлежал Лебенберг.  
Наиболее известными владельцами были такие люди как фон Винстервальдер (1531–1545), фон Яниш (до 1551 года), Маттеус Ланг фон Велленбург и его потомки (до 1559 года) и Унгнад (до 1601 года). Как правило, собственники прибавляли к родовой фамилии «фон Лебенберг» или вовсе меняли фамилию на название замка.
В 1693 году кардинал Иоганн Филипп фон Ламберг приобрёл соседние владения — Лебенберг, Мюнихау и Капсбрунн. Таким образом, территория личных владений собственников замка серьёзно увеличилась. Одновременно появился внушительный источник дохода. Комплекс на протяжении последующих столетий вплоть до 1930-х годов оставался во владении рода фон Ламберг.

### XIX-XX века

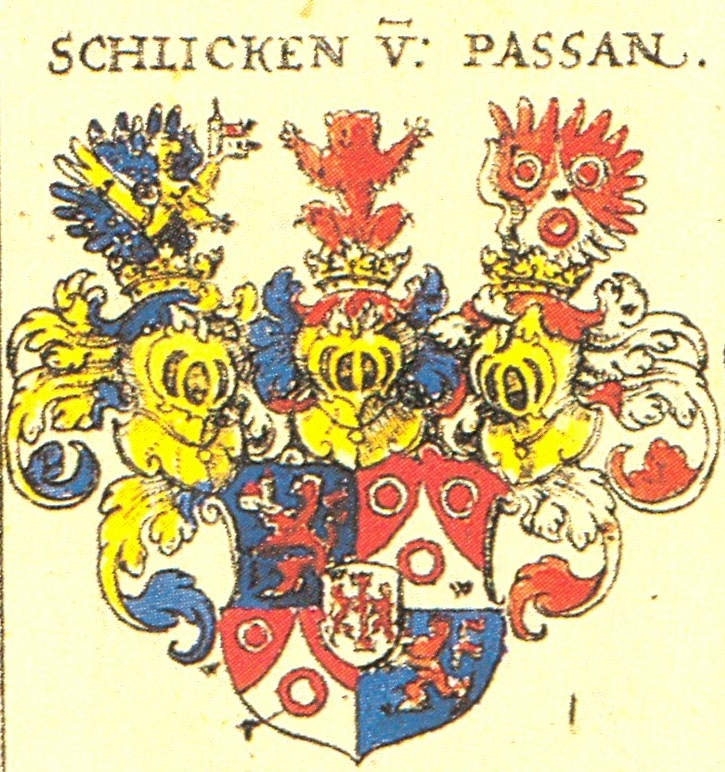
Герб рода Шлик (дворянский род)

В 1885 году граф Гуго Антон Эмиль фон Ламберг решил открыть в замке один из первых гостевых домов Кицбюэля. Для начала он стал сдавать некоторые помещения комплекса в аренду любителям зимних видов спорта. Ими оказались в основном гости из Великобритании. Они оказались очень довольны. В итоге поток отдыхающих стал расти, а замок и гостиницу при нём начали включать в популярные путеводители по Австрии.
С 1930 по 1961 год владельцами замка оказались графы фон Шлик. При них началась поэтапная масштабная реконструкция комплекса. Собственники стали целенаправленно ориентироваться на приём и обслуживание горнолыжников, а в летнее время — на услуги для любителей отдыха в горах. До 1939 года Лебенберг использовался как респектабельный дом отдыха. В годы Второй мировой воны деятельность курортов замерла. К счастью, замок не пострадал в ходе боевых действий. В 1950 году замок по распоряжению владельцев полностью перестроили под функции отеля. 

## Описание замка
В ходе многочисленных реконструкций вид средневекового замка серьёзно изменился. В настоящее время это основное трёхэтажное прямоугольное здание, к которому по краям примыкают две четырёхэтажные квадратные башни. В центре с основной части пристроена круглая лестничная башня. Кладка оштукатурена и выкрашена в белый цвет. Все части комплекса венчают высокие крыши.
В настоящее время комплекс несколько теряется на фоне современных корпусов горнолыжного отеля, построенного практически вплотную.  Причём огромная гостиница носит то же название, что и замок. Внутри исторического замка большинство помещений используются как гостиничные номера. За последние полтора века интерьеры неоднократно перестраивались. Поэтому от исторических залов и комнат мало что осталось. Внутри сохранились только несколько дверей эпохи Возрождения с резной фурнитурой (начало XVII века) и балочный потолок в помещении на первом этаж.

## Современное использование
Уже с XIX века замок используется как отель категории «Пять звёзд». Вместе с прилегающими корпусами здесь к услугам гостей предлагается 150 отдельных номеров. Сегодня Лебенберг входит в сеть отелей Harisch Hotels. Жизнь здесь кипит и зимой, но и летом. Всё дело в том, что к услугам постояльцев не только хорошо оборудованные горнолыжные склоны, но также конюшня, спортивные арены и целых четыре поля для гольфа. 

## Галерея

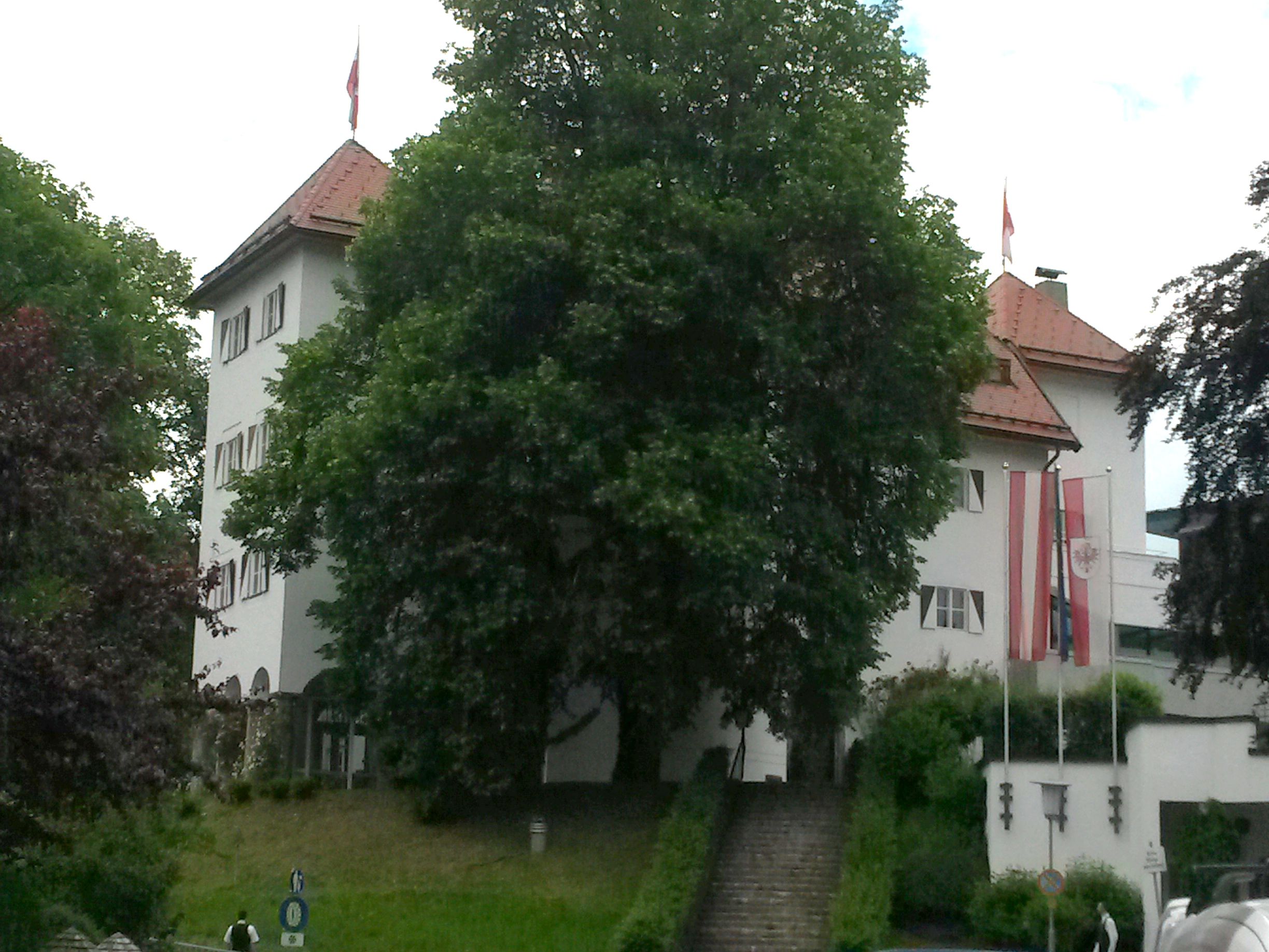
Вид замка с юго-западной стороны
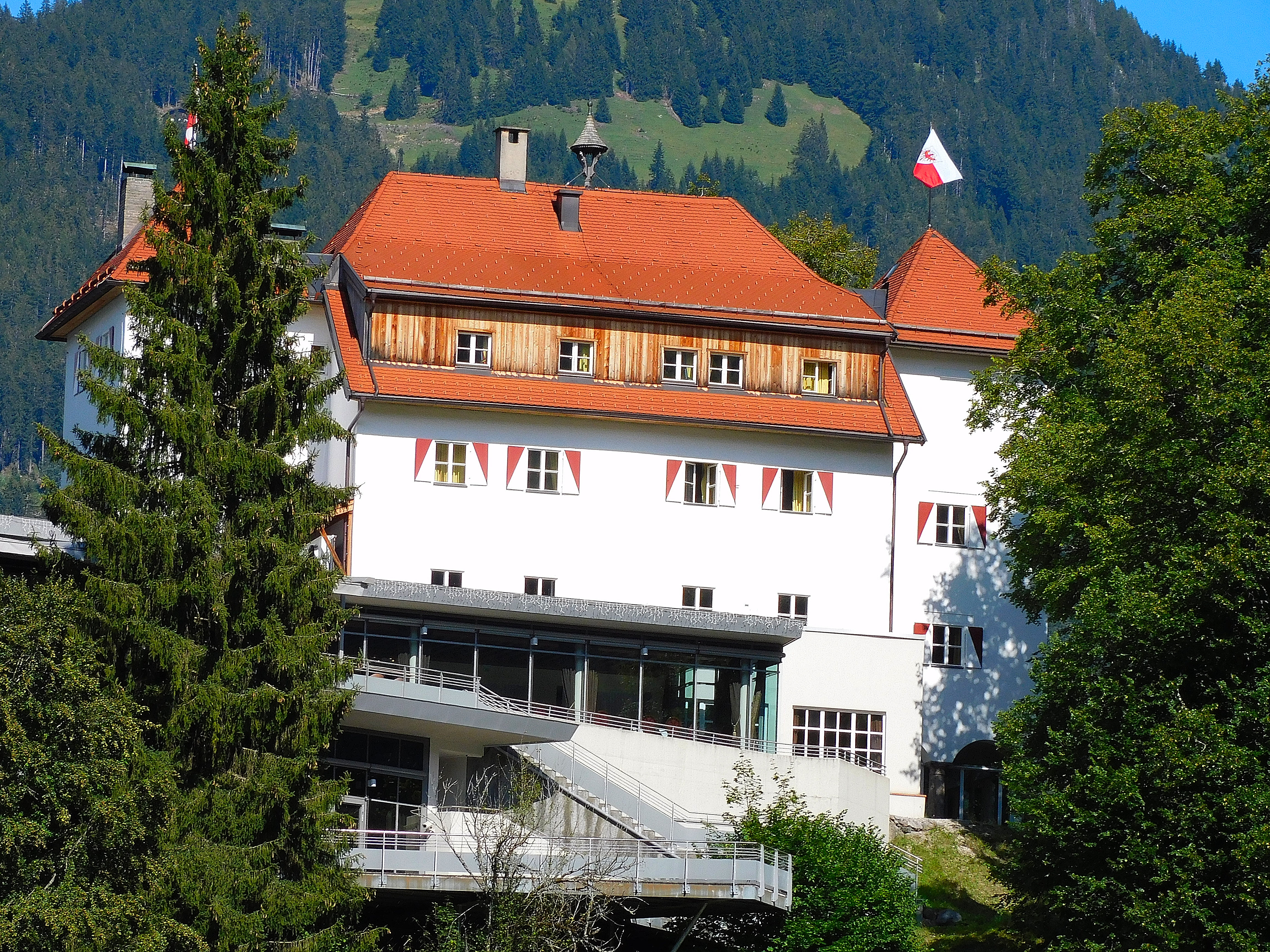
Вид замка на фоне гор
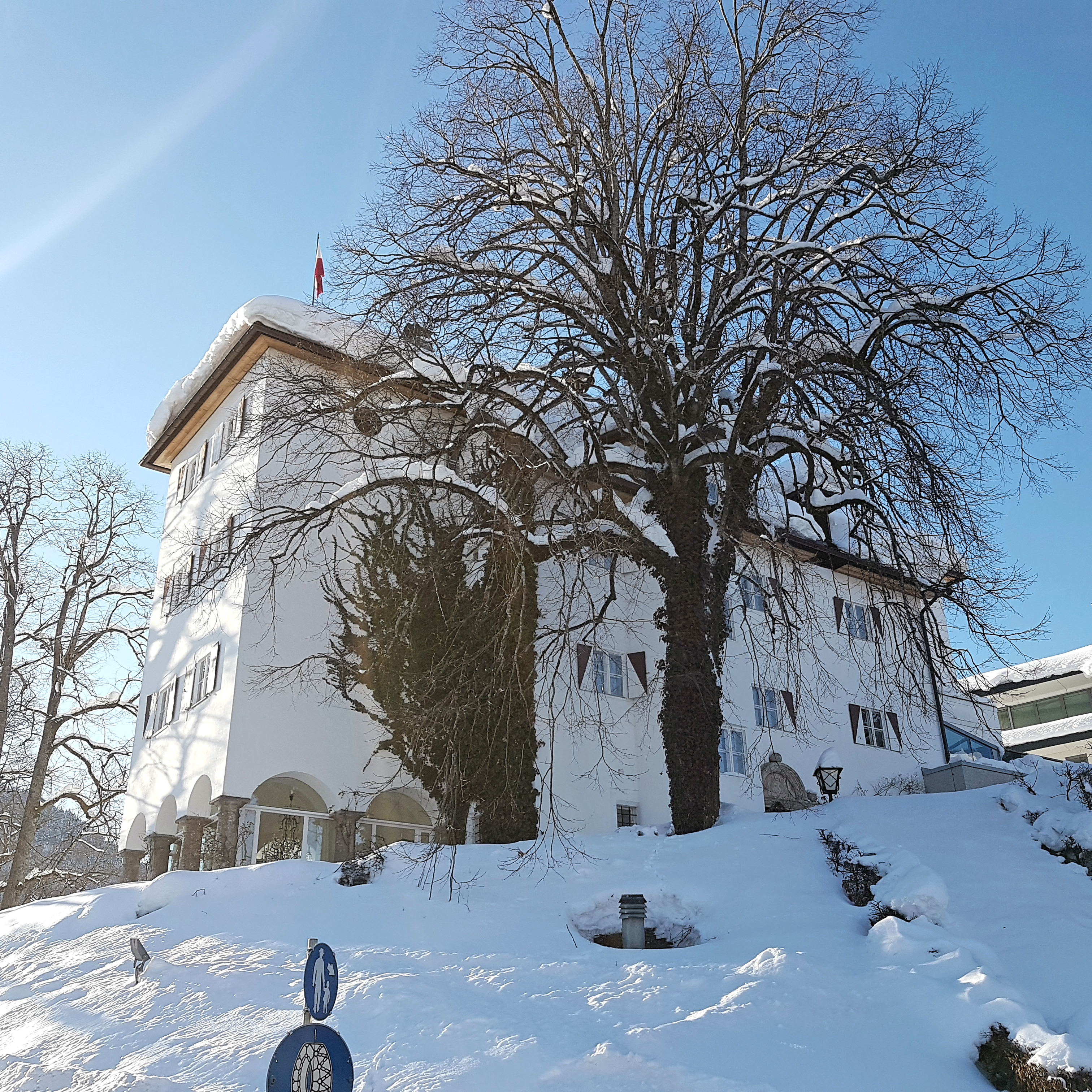
Вид замка в зимнее время
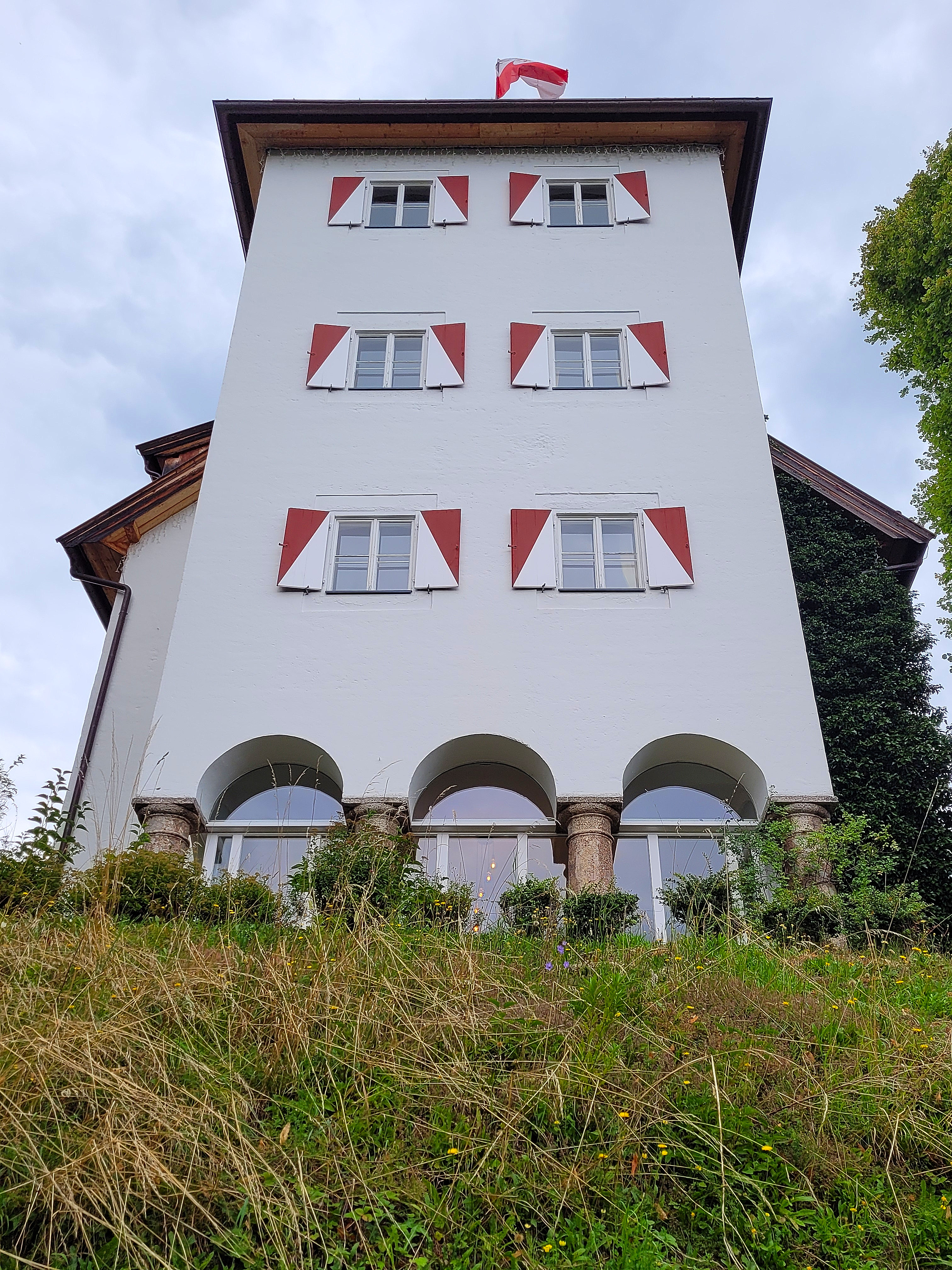
Боковая башня